# Comuna de Dubeninki
Dubeninki (polaco: Gmina Dubeninki) é uma gminy (comuna) na Polónia, na voivodia de Vármia-Masúria e no condado de Gołdapski. A sede do condado é a cidade de Dubeninki.
De acordo com os censos de 2004, a comuna tem 3152 habitantes, com uma densidade 15,4 hab/km².

## Área
Estende-se por uma área de 205,18 km², incluindo:
- área agricola: 49%
- área florestal: 38%

## Demografia
Dados de 30 de Junho 2004:
|                      | Total   | Total | Mulheres | Mulheres | Homens  | Homens |
| -------------------- | ------- | ----- | -------- | -------- | ------- | ------ |
|                      | pessoas | %     | pessoas  | %        | pessoas | %      |
| População            | 3152    | 100   | 1586     | 50,3     | 1566    | 49,7   |
| Densidade (pop./km²) | 15,4    | 100   | 7,7      | 7,7      | 7,6     | 7,6    |

De acordo com dados de 2002, o rendimento médio per capita ascendia a 1513,3 zł.

## Subdivisões
- Będziszewo, Białe Jeziorki, Błąkały, Błędziszki, Budwiecie, Cisówek, Czarne, Degucie, Dubeninki, Kiekskiejmy, Kiepojcie, Lenkupie, Linowo, Maciejowięta, Pluszkiejmy, Przerośl Gołdapska, Rogajny, Skajzgiry, Stańczyki, Żabojady, Żytkiejmy.

## Comunas vizinhas
- Gołdap, Filipów, Przerośl, Comuna de Wiżajny.